# 미래영상체제
미래영상체제 (FIA: Future Imagery Architecture)는 미국 국가정찰국(NRO)의 차세대 정찰위성 개발계획이다.
NRO 국장 Donald Kerr는 2005년에 이 프로젝트의 종료를 권고했고, 2005년 10월 존 니그로폰테 국가정보국장에 의해 최종적으로 취소되었다.
그러나 2년 뒤인 2007년, 미국은 베이직(BASIC)이라는 이름의, 수십억 달러 규모의 차세대 첩보위성 개발 프로그램을 재개했다. 2011년까지 개발되며 총 20억~40억 달러(한화 2~4조원)의 예산이 소요될 예정이다.